# Ratusz w Gubinie
Ratusz w Gubinie – budynek wzniesiony w drugiej połowie XIV wieku, powiększony w 1502 roku, w latach 1671-1672 przebudowany w stylu renesansowym. Zniszczony w roku 1945, a następnie w okresie 1976-1986 odbudowany, obecnie siedziba placówek kulturalno-oświatowych miasta.

## Historia
Pierwsze wzmianki o ratuszu w Gubinie pochodzą z 1276 roku, obecny budynek wzniesiono w drugiej połowie XIV wieku. W roku 1502 powiększono budynek o wschodnie skrzydło oraz dobudowano wieżę. W latach 1671–1672 dokonano ostatniej dużej przebudowy, w stylu renesansowym. W czasie II wojny światowej ratusz został poważnie zniszczony, odbudowano go w latach 1976-1986. Na początku XXI wieku na wieży zainstalowano zegar z kurantem.

Decyzją wojewódzkiego konserwatora zabytków z dnia 12 kwietnia 1961 roku ratusz został wpisany do rejestru zabytków.

## Architektura
Ratusz w Gubinie jest położony w zachodniej części rynku i składa się z dwóch prostokątnych skrzydeł, ułożonych w kształcie litery L. Do części południowej dostawiona jest wysmukła wieża, nieco odchylona od pionu, ozdobiona układem półkolistych blend. Wieża nakryta jest pokrytym blachą hełmem z latarnią. Na fasadzie widnieją trzy renesansowe szczyty ozdobione gzymsami i attyką. We wnętrzach zachowały się gotyckie pomieszczenia piwniczne i parterowe ze sklepieniami gwiaździstymi i sieciowymi. Ratusz jako reprezentacyjna siedziba władz gościł w swoich murach takie znamienitości jak: Zygmunta I Starego, Augusta II Mocnego, a w 1712 roku cara Piotra I Wielkiego
.
Od roku 1986 budowla jest siedzibą placówek kulturalno-oświatowych miasta, znajdują się tam między innymi: Miejska Biblioteka Publiczna, Biblioteka Pedagogiczna oraz Gubiński Dom Kultury.